# Даре Вршич
Даре Вршич (словен. Dare Vršič, нар. 26 вересня 1984, Марибор) — словенський футболіст, півзахисник клубу «Аустрія» (Відень) та національної збірної Словенії.
Чемпіон Словенії.

## Клубна кар'єра
У дорослому футболі дебютував 2001 року виступами за команду клубу «Мура», в якій провів два сезони, взявши участь у 30 матчах чемпіонату. 
Згодом з 2003 по 2007 рік грав у складі команд клубів «Цельє» та «Жиліна».
Своєю грою за останню команду привернув увагу представників тренерського штабу клубу «Тімішоара», до складу якого приєднався 2007 року. Відіграв за тімішоарську команду наступні три сезони своєї ігрової кар'єри.
Протягом 2010—2012 років захищав кольори клубів «Копер» та «Олімпія» (Любляна).
До складу клубу «Аустрія» (Відень) приєднався 2012 року. Наразі встиг відіграти за віденську команду 4 матчі в національному чемпіонаті.

## Виступи за збірну
У 2007 році дебютував в офіційних матчах у складі національної збірної Словенії. Наразі провів у формі головної команди країни 13 матчів, забивши 3 голи.

## Титули і досягнення
- Чемпіон Словенії (5):

«Копер»:  2009–10
«Марибор»:  2013-14, 2014-15, 2016-17, 2018-19
- Володар Кубка Словенії (2):

«Цельє»:  2004–05
«Марибор»:  2015-16
- Володар Суперкубка Словенії (1):

«Марибор»:  2014
- Чемпіон Словаччини (1):

«Жиліна»:  2006–07
- Чемпіон Австрії (1):

«Аустрія»: 2012-13